# Мичкин (князь)
Ми́чкин (Мича, Мичаморт; коми-пермяц. Мича) — воевода, сотник коми-пермяцкого князя Михаила Ермолаевича, правителя Великопермского княжества.

## Этимология имени
Имя Мичкин является русифицированной формой коми имени Мича, означающего "красивый, миловидный".

## Летописные сведения
Согласно «Преданию о царе Коре» был младшим сыном искорского царя Кора и женат на дочери жреца Бараморта Тариале.
Руководствуясь Вычегодско-Вымской летописью, известно, что Мичкин участвовал в обороне Перми Великой как один из 5 воевод пермского князя Михаила Ермолаевича во время Чердынского похода московских войск под руководством стародубского князя Фёдора Пёстрого в 1472.

## Землевладения
Согласно предположению пермского историка Г. А. Бординских Мичкин был представителем коми-пермяцкой племенной аристократии (эксаем) и наследственно управлял частью территории Великопермского княжества — левобережьем Колвы с центром в городке Искоре.

## Мичкин в искусстве
- Сотник является одним из персонажей романа А. В. Иванова "Сердце Пармы".